# 熊本県道167号肥後伊倉停車場線
熊本県道167号肥後伊倉停車場線（くまもとけんどう167ごう ひごいくらていしゃじょうせん）は、熊本県玉名市を通る一般県道である。

## 概要
JR九州鹿児島本線肥後伊倉駅と熊本県道1号熊本玉名線を結んでいる。

### 路線データ
- 起点：熊本県玉名市伊倉北方（鹿児島本線 肥後伊倉駅付近、熊本県道170号肥後伊倉停車場田崎線起点）
- 終点：熊本県玉名市伊倉南方（伊倉南方交差点、熊本県道1号熊本玉名線交点、熊本県道113号玉名植木線上）

## 路線状況

### 重複区間
- 熊本県道170号肥後伊倉停車場田崎線（玉名市伊倉北方）
- 熊本県道113号玉名植木線（玉名市片諏訪 - 玉名市伊倉南方・伊倉南方交差点（終点））

## 地理

### 通過する自治体
- 玉名市

### 交差する道路
| 交差する道路                                               | 交差する場所 | 交差する場所          |
| ---------------------------------------------------------- | ------------ | --------------------- |
| 熊本県道170号肥後伊倉停車場田崎線 重複区間起点             | 伊倉北方     | 起点                  |
| 熊本県道170号肥後伊倉停車場田崎線 重複区間終点             | 伊倉北方     |                       |
| 熊本県道113号玉名植木線 重複区間起点                       | 片諏訪       |                       |
| 熊本県道1号熊本玉名線 熊本県道113号玉名植木線 重複区間終点 | 伊倉南方     | 伊倉南方交差点 / 終点 |

### 沿線
- JR九州鹿児島本線 肥後伊倉駅